# پترکوزه (شهرستان اوپوچنو)
پترکوزه (به لهستانی:  Petrykozy) یک روستا در لهستان است که در گمینا بیاواچوو واقع شده‌است.